# KNVB-Pokal 1979/80
Der KNVB-Pokal 1979/80 war die 62. Auflage des niederländischen Fußball-Pokalwettbewerbs. Er begann am 1. September 1979 mit der ersten Runde, an der nur Amateurmannschaften und Vereine der Eerste Divisie teilnahmen. Ab der zweiten Runde kamen die Mannschaften der Eredivisie hinzu.
Pokalsieger wurde Feyenoord Rotterdam. Das Team setzte sich im Finale gegen Titelverteidiger Ajax Amsterdam durch. Feyenoord qualifizierte sich dadurch für den Europapokal der Pokalsieger.

## Modus
Bis zur 3. Runde und im Finale wurden die Begegnungen in einem Spiel entschieden. Das Viertel- und Halbfinale wurden in Hin- und Rückspiel ausgetragen. Bei Torgleichheit nach zwei Spielen wurde die Auswärtstorregel angewandt.

## 1. Runde
Die erste Runde fand am 1. und 2. September 1979 mit neun Vereinen aus dem Amateurbereich und den 19 Vertretern der Eerste Divisie statt.
| Datum      |                  | Ergebnis              |                        |
| ---------- | ---------------- | --------------------- | ---------------------- |
| 02.09.1979 | Achilles ’29     | 0:1                   | VUC Den Haag           |
| 02.09.1979 | FC Amsterdam     | 3:0                   | VV Geldrop             |
| 02.09.1979 | FC Den Bosch ʼ67 | 0:0 n. V. (4:3 i. E.) | FC Groningen           |
| 02.09.1979 | VV DOVO          | 5:3 n. V.             | ACV Assen              |
| 02.09.1979 | Fortuna Sittard  | 2:1                   | SC Heracles Almelo '74 |
| 02.09.1979 | SC Amersfoort    | 4:0                   | EHC Hoensbroek         |
| 02.09.1979 | DS '79           | 2:1                   | Helmond Sport          |
| 02.09.1979 | VV Eindhoven     | 2:2 n. V. (5:4 i. E.) | FC Vlaardingen '74     |
| 02.09.1979 | SC Heerenveen    | 2:1 n. V.             | SC Veendam             |
| 02.09.1979 | SVV Schiedam     | 1:1 n. V. (4:3 i. E.) | ROHDA Raalte           |
| 02.09.1979 | SC Telstar 1963  | 2:1                   | RVC Rijswijk           |
| 02.09.1979 | FC Volendam      | 0:1                   | SC Cambuur             |
| 02.09.1979 | VVV-Venlo        | 0:4                   | BV De Graafschap       |
| 02.09.1979 | FC Wageningen    | 1:2                   | FC Volendam            |

## 2. Runde
Die zweite Runde fand vom 13. und 14. Oktober 1979 statt. In dieser Runde stiegen die 18 Mannschaften der Eredivisie in den Wettbewerb ein.
| Datum      |                     | Ergebnis              |                          |
| ---------- | ------------------- | --------------------- | ------------------------ |
| 13.10.1979 | VV DOVO             | 1:4                   | PEC Zwolle               |
| 13.10.1979 | FC Den Bosch ʼ67    | 0:3                   | FC Utrecht               |
| 13.10.1979 | FC Den Haag         | 5:1                   | VUC Den Haag             |
| 13.10.1979 | NAC Breda           | 1:2                   | FC Amsterdam             |
| 14.10.1979 | SC Cambuur          | 1:4                   | PSV Eindhoven            |
| 14.10.1979 | VV Eindhoven        | 1:2                   | DS '79                   |
| 14.10.1979 | Excelsior Rotterdam | 0:1                   | Sparta Rotterdam         |
| 14.10.1979 | Feyenoord Rotterdam | 3:2                   | Fortuna Sittard          |
| 14.10.1979 | BV De Graafschap    | 0:0 n. V. (2:3 i. E.) | SC Amersfoort            |
| 14.10.1979 | HFC Haarlem         | 2:4                   | Ajax Amsterdam           |
| 14.10.1979 | NEC Nijmegen        | 4:1                   | FC Volendam              |
| 14.10.1979 | Roda JC Kerkrade    | 3:0                   | SC Heerenveen            |
| 14.10.1979 | SVV Schiedam        | 0:6                   | AZ '67 Alkmaar           |
| 14.10.1979 | SC Telstar 1963     | 0:4                   | Go Ahead Eagles Deventer |
| 14.10.1979 | Vitesse Arnheim     | 3:1                   | MVV Maastricht           |
| 14.10.1979 | Willem II Tilburg   | 2:4                   | FC Twente '65            |

## 3. Runde
| Datum      |                          | Ergebnis  |                  |
| ---------- | ------------------------ | --------- | ---------------- |
| 13.02.1980 | Ajax Amsterdam           | 3:1       | Vitesse Arnheim  |
| 13.02.1980 | AZ '67 Alkmaar           | 2:0       | FC Utrecht       |
| 13.02.1980 | PSV Eindhoven            | 3:0       | FC Amsterdam     |
| 13.02.1980 | Roda JC Kerkrade         | 5:1       | NEC Nijmegen     |
| 17.02.1980 | SC Amersfoort            | 1:8       | FC Den Haag      |
| 17.02.1980 | DS '79                   | 1:3       | PEC Zwolle       |
| 17.02.1980 | Feyenoord Rotterdam      | 4:0       | FC Twente '65    |
| 17.02.1980 | Go Ahead Eagles Deventer | 1:2 n. V. | Sparta Rotterdam |

## Viertelfinale
| Datum             |                     | Gesamt    |                  | Hinspiel | Rückspiel |
| ----------------- | ------------------- | --------- | ---------------- | -------- | --------- |
| 27.02./12.03.1980 | Feyenoord Rotterdam | 5:2       | PEC Zwolle       | 3:0      | 2:2       |
| 27.02./12.03.1980 | FC Den Haag         | 3:4       | PSV Eindhoven    | 3:1      | 0:3       |
| 27.02./12.03.1980 | Ajax Amsterdam      | 9:5       | Roda JC Kerkrade | 5:1      | 4:4       |
| 27.02./12.03.1980 | AZ '67 Alkmaar      | (a)2:2(a) | Sparta Rotterdam | 2:1      | 0:1       |

## Halbfinale
| Datum             |                  | Gesamt |                     | Hinspiel | Rückspiel |
| ----------------- | ---------------- | ------ | ------------------- | -------- | --------- |
| 27.02./12.03.1980 | PSV Eindhoven    | 2:3    | Ajax Amsterdam      | 1:2      | 1:1       |
| 27.02./12.03.1980 | Sparta Rotterdam | 1:4    | Feyenoord Rotterdam | 1:0      | 0:4       |

## Finale
| Feyenoord Rotterdam                           | Feyenoord Rotterdam | Ajax Amsterdam | Ajax Amsterdam |
| --------------------------------------------- | --- | --- | -------------- |
| Feyenoord Rotterdam                           | \| 17. Mai 1980 in Rotterdam (Feyenoord-Stadion) \| \| Ergebnis: 3:1 (1:1) \| \| Zuschauer: 60.000 \| \| Schiedsrichter: Charles Corver \| \| Spielbericht \|                                                                                  | \| 17. Mai 1980 in Rotterdam (Feyenoord-Stadion) \| \| Ergebnis: 3:1 (1:1) \| \| Zuschauer: 60.000 \| \| Schiedsrichter: Charles Corver \| \| Spielbericht \|                                                                           | Ajax Amsterdam |
| Feyenoord Rotterdam                           | Joop Hiele – Ivan Nielsen, Stanley Brard, Michel van de Korput, Ben Wijnstekers – René Notten , André Stafleu, Jan van Deinsen – Jan Peters, Pétur Pétursson (84. Karel Bouwens), Carlo de Leeuw Cheftrainer: Václav Ježek ( Tschechoslowakei) | Piet Schrijvers – Frank Janssen, Peter Boeve, Ruud Krol , Piet Wijnberg – Dick Schoenaker, Søren Lerby, Frank Arnesen – Tscheu La Ling (54. Martin van Geel), Karel Bonsink (76. Guido Pen), Simon Tahamata Cheftrainer: Leo Beenhakker | Ajax Amsterdam |
| Feyenoord Rotterdam                           | 1:1 Pétur Pétursson (39., Foulelfmeter) 2:1 Carlo de Leeuw (72.) 3:1 Pétur Pétursson (76.) | 0:1 Frank Arnesen (20.) | Ajax Amsterdam |
| 17. Mai 1980 in Rotterdam (Feyenoord-Stadion) | | |                |
| Ergebnis: 3:1 (1:1)                           | | |                |
| Zuschauer: 60.000                             | | |                |
| Schiedsrichter: Charles Corver                | | |                |
| Spielbericht                                  | | |                |